# Krasnyj ugol
Il krasnyj ugol (dal russo: красный угол, "angolo rosso") è, nelle case russe, un piccolo spazio dedicato al culto delle icone sacre.
Il krasnyj ugol è generalmente posizionato nell'angolo nord o sud-est di una stanza, o in alternativa sulla parete rivolta ad est della casa. L'est è, infatti, la direzione di preghiera per i Cristiani Ortodossi, i quali rivolgono le proprie speranze per il ritorno di Gesù Cristo verso il sole nascente, simbolo del Figlio del Padre. Per enfatizzare ulteriormente la metafora, si è soliti posizionare delle candele accese davanti alle icone sacre. Tradizione vuole che la direzione sia marcata con una croce, non vuota, con Cristo su di essa, e che nel krasnyj ugol siano presenti sia la rappresentazione di Cristo, sia quella del Cristo in gloria. 
Non di rado il krasnyj ugol era, in tempi antichi, sito alla destra di una stufa, che tuttavia risultava un complemento d'arredo non sempre presente nelle case russe dei ceti inferiori.
Spesso questo piccolo altarino sacro è posizionato in un angolo per concedere al pregante tutta la concentrazione necessaria durante i momenti di preghiera, ed eliminare così ogni fonte di distrazione.

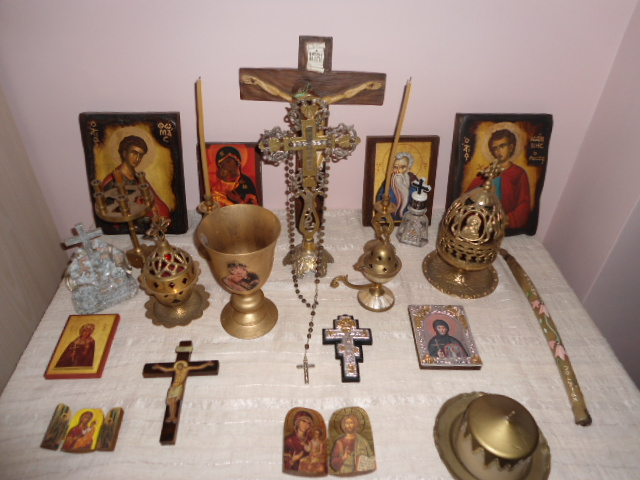
Un caratteristico krasnyj ugol.

## Origini
L'angolo subito visibile all'ingresso nelle antiche case slave, in epoca precristiana, era considerato la parte più sacra e spirituale della casa. Determinare quale angolo fosse era abbastanza semplice, poiché anticamente le case erano composte da singole stanze. In Ucraina il padre di famiglia era incaricato del compito di ministro delle funzioni liturgiche, che celebrava nella propria casa. È da questo particolare compito che deriva il termine “batjuška” (vezzeggiativo di “padre”), appellativo spesso usato dalla servitù per rivolgersi al proprio padrone. Nella sua accezione stretta, specialmente in Russia, questo termine era anche usato in riferimento allo Zar, e successivamente si estese anche al mondo ecclesiastico come riferimento per i preti. L'angolo principale della casa era inoltre sede di raccolta per la famiglia per i momenti di preghiera comuni e per onorare la memoria dei parenti e conoscenti defunti. 
Le tradizioni e i rituali sacri legati a questo particolare angolo della casa subirono nuovo slancio con l'introduzione del culto ortodosso; l'angolo divenne un piccolo santuario adornato con icone sacre, reliquie, testi sacri e ornamenti tipicamente ecclesiali. L'importanza di allestire un piccolo spazio sacro per pratiche religiose giornaliere è un fondamento legato alla religione ortodossa, secondo cui la casa è considerabile come un microcosmo di una chiesa. 
Per i Cristiani ortodossi la casa è il luogo in cui i membri di una famiglia trascorrono la maggior parte delle loro vite, dove apprendono i fondamenti della vita cristiana e dove possono lavorare sulla propria salvezza. 
In questo particolare angolo della casa, il krasnyj ugol, i bambini venivano iniziati al mondo cristiano mediante la recitazione di preghiere, e dove veniva insegnato loro il rifiuto delle tentazioni della vita e l'importanza della redenzione. 
Nel periodo rivoluzionario la funzione del krasnyj ugol mutò totalmente. La causa del nuovo significato che l'angolo sacro assunse durante il periodo sovietico è radicabile nella glottologia russa, ed in particolare nella duplice veste di significato del termine krasnyj.
Il termine russo per indicare la parola “rosso” (krasni), veniva usato nel russo antico per indicare anche qualcosa di superlativamente bello. Solo in tempi più recenti la differenziazione è stata resa dal cambio desinenziale del termine, in particolare: krasni è usato per indicare qualcosa di rosso; krasivyj è, invece, “bellissimo” in lingua russa moderna. 
L'ideologia sovietica, nel tentativo di sradicare la superstizione religiosa, adottò l'idea dell'angolo sacro ortodosso in seguito alla morte di Lenin, nel 1924, rinominando tali spazi “Angolo di Lenin” o “Piccolo angolo rosso“ (Krasnyj ugolok). Da essere uno spazio sacro dedicato alle icone ed altri elementi liturgici, l'angolo rosso divenne ostentazione e rappresentazione propagandistica comunista. L'allestimento obbligatorio che questo spazio imponeva, secondo le direttive del partito, era costituito da una raffigurazione del defunto Lenin e striscioni o nastri tipicamente rossi che richiamassero il colore caratterizzante del partito comunista. Sebbene il contenuto dell'angolo rosso fosse differente da casa a casa, generalmente questo spazio poteva essere arricchito da foto di altri leader, premi personali, poster propagandistici, testi o ritratti di varia natura, sculture o busti. L'adozione di uno spazio dedicato al partito divenne obbligatoria negli uffici, nelle fabbriche e nelle case dell'Unione Sovietica: l'intimità dell'antico angolo rosso dedicato al culto diveniva luogo di propaganda pubblico. Poiché il rosso era insito nell'accezione linguistica del termine krasnyj ugol (angolo rosso, appunto), fu semplice per i comunisti incoraggiare l'uso di questo spazio come destinato, in realtà, a simboleggiare il partito comunista. 
In alcune famiglie, tuttavia, la presenza di mamme o nonne particolarmente devote garantiva la prosecuzione della funzione originale dell'angolo.

## Allestimento del krasnyj ugol
Il krasnyj ugol rappresenta ciò che i russi definiscono "l'arte della vita rituale" (Bytovoe Blagochestie). 
La prima preoccupazione per una famiglia Cristiana Ortodossa, nel momento in cui essa si trova a trasferirsi in una nuova casa o in un nuovo spazio anche provvisorio diverso da quello domestico, dovrebbe essere la determinazione dell'angolo o della parete più a est della casa per collocarvi il krasnyj ugol. Preferibilmente tale spazio dovrebbe essere immediatamente visibile per un estraneo o per i membri della famiglia stessa una volta entrati nella casa. Nel caso in cui l'angolo fosse nascosto da archi o colonne, esso viene collocato in modo da eliminare elementi di disturbo esterni. L'arte della sistemazione e determinazione di tale spazio è spesso ereditata dalle generazioni più antiche, motivo per cui per le famiglie che si convertono a tale religione, o anche per non ortodossi che vogliono comunque allestire l'angolo sacro nelle proprie case, può risultare difficile stabilire la posizione ideale.
Nell'allestimento tipico di un krasnyj ugol vi sono determinati elementi imposti e altri che variano a seconda della famiglia e della stagione liturgica in corso. Di seguito, una lista di contenuti tipici proposti dalla religione Ortodossa:
- Icona di Cristo
- Icona della Theotokos (Cristo con la Madre)
- Icona del santo patrono della famiglia
- Altre icone simboliche per la famiglia (opzionale)
- Lampada di veglia
- Libro di preghiera
- La Bibbia
- Elementi dipendenti dalla stagione liturgica in corso
- Incenso
- Croce
- Corone matrimoniali

Inoltre, nell'allestimento tipico del krasnyj ugol sono inclusi oggetti che variano da persona a persona, ma che, nella maggioranza dei casi, costituiscono complementi fissi nell'arredo di questo spazio tipico. 
Il primo fra questi è un piccolo tavolo, o un comodino, posto direttamente sotto le icone, sul quale poter collocare e poggiare tutti quegli elementi che non possono essere appesi o riposti in contenitori fissati al muro. La Bibbia, in particolare, la quale trova alloggiamento proprio sul tavolo, deve essere collocata in una posizione d'onore rispetto al restante corredo, in quanto rappresentante il mondo Divino. La stessa Chiesa Ortodossa colloca i Vangeli sull'Altare.

### Icona di Cristo
L'icona di Cristo viene posizionata nel lato destro dell'angolo, mentre l'icona della Madonna col Cristo in braccio (Theotokos) viene posizionata nella parte sinistra. Entrambe le icone sono, infatti, rappresentazioni del Cristo Incarnato, e la posizione di centralità del pregante pone metaforicamente la vita nell'intermezzo di questi due eventi sacri. La scelta dell'icona raffigurante Cristo è dettata dalla soggettività, in quanto vi sono differenti rappresentazioni celebranti momenti particolari della Sua vita. 
Il centro del krasnyj ugol, assieme alla presenza della Bibbia, presenta una croce, non vuota, con Cristo su di essa. 
Le icone poste nel krasnyj ugol simboleggiano anche momenti rituali di passaggio da uno status esistenziale ad un altro, in accordo coi sacramenti che ogni ortodosso riceve nell'arco della sua vita: battesimo, diploma o laurea, matrimonio, onomastico. Ognuno di questi momenti viene consacrato con una particolare icona che, nelle pratiche religiose giornaliere, viene consacrata e glorificata.

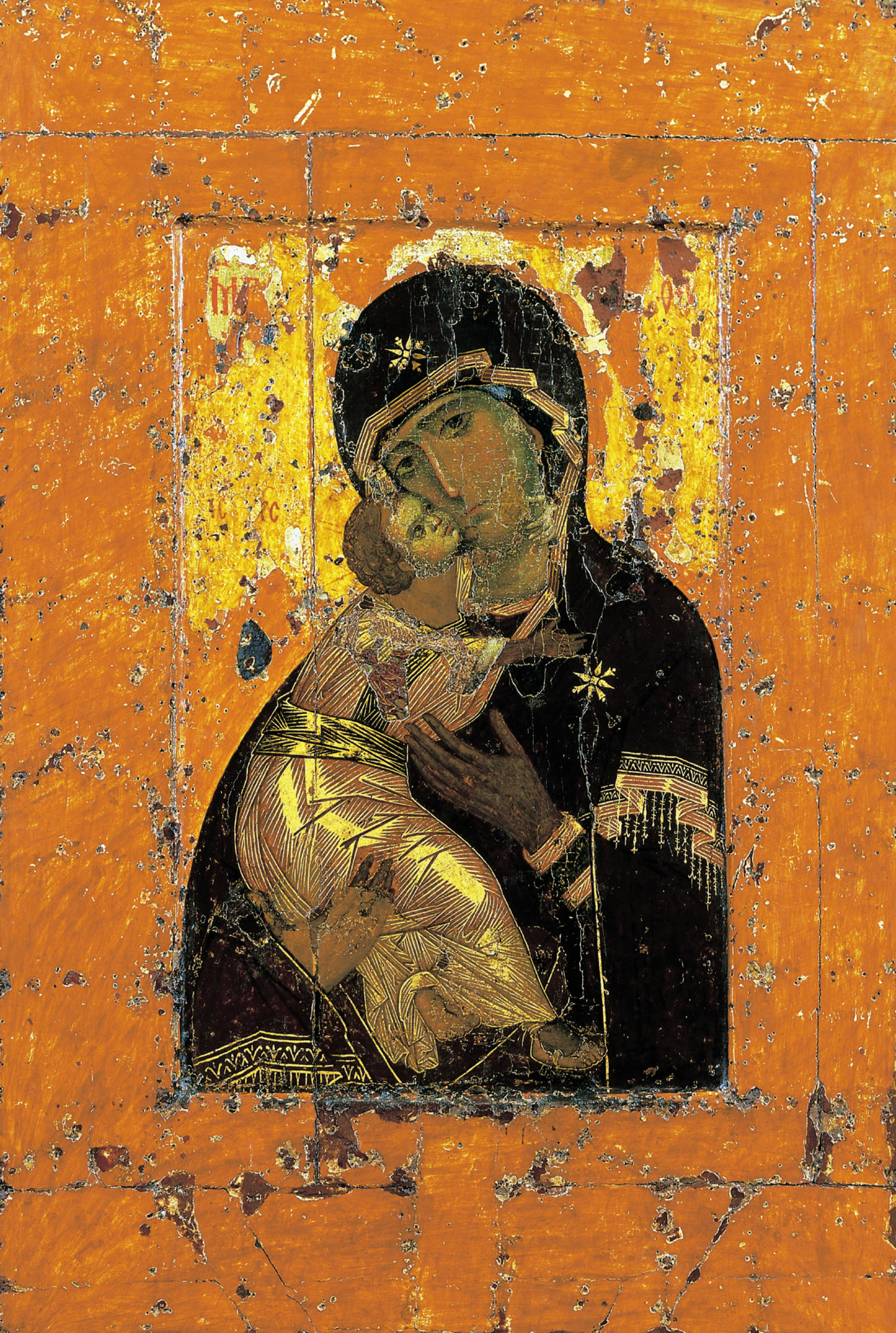
Theotokos di Vladimir.

### Icona della Theotokos
Il culto per la Vergine si diffuse in Russia in seguito al battesimo di re San Vladimir I di Kiev, nel 988. Da allora, la devozione per la Madre di Dio trovò espressione nella costruzione di numerosissime chiese mariane, disseminate su tutto il territorio russo. La produzione di icone mariane seguì in maniera parallela la diffusione dei centri di culto, assurgendo inoltre alla funzione di catechesi popolare. La rappresentazione di Theotokos (Cristo con la Madre) illustra la teologia autentica: la tunica azzurra è simbolo dell'umanità della Madre ricoperta in eterno dalla divinità significata dal manto di porpora rossa. Sul capo e sulle spalle, le 3 stelle rappresentano la sua immacolata verginità, prima, durante e dopo il parto. Maria è alla destra, in vestito dorato. 
Diversi riti prendono luogo dinanzi l'icona mariana. Uno tra questi è il rito della “Elevazione della Panaghia”, tipicamente di ambiente monastico. In tale rito, in seguito alla consumazione della cena, il padre di famiglia innalza un pezzo di pane di forma triangolare (simbolo della Trinità) recitando un inno divino al quale la restante famiglia rispondeva. Il pezzo di pane utilizzato per il rito veniva poi conservato in un particolare cassetto chiamato panaghiario, e veniva usato successivamente per benedire chi lasciava la casa.

### Lampada di veglia
Complemento di fondamentale importanza è la lampada di veglia, o in sua sostituzione, lucernari o candele. 
Ci sono principalmente due tipi di lampade di veglia: pendenti e fisse. Le prime presentano strutture atte a sorreggerle in mancanza di una solida base sulla quale posarle. Presentano una staffa attaccata al muro dalla quale pendono tre o più catene atte a reggere, come supporto, un contenitore generalmente in vetro che contiene l'olio per la combustione della lampada. Il materiale metallico usato per la lampada sospesa è generalmente placcato in argento o in oro. La lampada pendente viene collocata in posizione frontale all'icona stessa di modo che essa venga illuminata nella sua metà inferiore.
Le lampade di veglia fisse vengono adoperate nel momento in cui le icone sono poggiate su una superficie e conseguentemente non possono usufruire della luce proveniente da una lampada sospesa. Il materiale usato come combustibile è in certi casi la cera d'api, ma tradizione vuole che il materiale per eccellenza sia l'olio d'oliva. Riferimenti a esso sono rintracciabili nell'Antico e Nuovo Testamento come assimilabili ad una quantità varia di diverse funzioni, che spaziano dall'illuminazione, alla cosmetica e all'unzione, nonché come principale fonte del bene. L'olio inoltre, simboleggia la misericordia divina ed è manifestazione visibile della grazia della guarigione quando usato per l'unzione; per tali motivi, ogni famiglia Ortodossa ha nel proprio krasnyj ugol una boccetta di olio santo, con il quale il capo famiglia unge i restanti membri durante i momenti di preghiera. In particolare, l'atto di unzione viene solitamente fatto sulla fronte dell'individuo, assumendo la stessa valenza simbolica dell'atto con acqua santa.
Come fonte di illuminazione viene generalmente adoperato uno stoppino galleggiante nell'olio mantenuto a galla grazie al sughero.
Nella manutenzione e nella scelta dei materiali per una lampada di veglia vengono osservati, di norma, alcuni accorgimenti e convenzioni.
La forma del vetro componente l'alloggiamento dell'olio deve presentare uno spazio presso l'imbocco superiore sufficientemente largo da permettere alla fiamma di ardere indisturbata, ed è fondamentale che il contenitore non debba essere adoperato per altri scopi. La maggior parte delle lampade è trasparente, ma sono accettate anche lampade di altre colorazioni. L'olio di oliva come combustibile ha usi radicati presso Mosè, e conseguentemente la tradizione viene rispettata anche in tempi odierni. La fiamma sprigionata dallo stoppino dovrebbe essere stabile; bruciare dalle 6 alle 12 ore al giorno, in misura proporzionale all'olio e alla grandezza della fiamma. Prima di riaccendere la lampada, vengono osservate alcune norme manutentive, come l'eliminazione del carbone dallo stoppino. Il tessuto o panno utilizzato per questo scopo e per rimuovere l'olio dalle dita viene bruciato in separata sede dal krasnyj ugol, e non buttato nella spazzatura. Nelle operazioni di accensione della lampada ogni ortodosso presta particolare attenzione affinché non ci siano perdite d'olio o sgocciolamenti, in quanto tali evenienze sono punite da trenta diverse prostrazioni studiate da San Teodoro. Il vetro che ospita l'olio viene periodicamente pulito, e l'olio di scarto, dopo essere stato sostituito, non viene gettato nello scarico ma in piante o sul terreno non calpestati.
Le cure che tali lampade richiedono si tramutano in attenzione costante e fede che ogni ortodosso mostra nei confronti delle icone. Tali cure sono il risultato di un'attività psichica che lampade elettriche non richiederebbero. Per tale motivo le lampade elettriche non sono ammesse come fonte di illuminazione per le icone.

### Acqua santa
In molti casi tra i complementi d'arredo presenti in un krasnyj ugol è possibile trovare una boccetta di acqua santa, posta possibilmente di fronte alla porta d'ingresso, benedetta nella chiesa ortodossa parrocchiale. L'acqua santa non viene a costituire un elemento di decorazione, ma si presuppone che essa sia usata giornalmente, possibilmente al mattino, o in casi di malattia, attacchi d'ira, o su piaghe e tagli accompagnata da un segno di croce. Nelle fasi di preghiera che caratterizzano i momenti sacri presso il krasnyj ugol, l'acqua santa viene utilizzata dai padri di famiglia per santificare i propri bambini con il gesto rituale tipico della croce sulla fronte. Essa, oltre ad essere presente nel krasnyj ugol, costituisce elemento indispensabile nelle restanti stanze da letto della casa, specialmente se esse ospitano bambini.

### Incenso

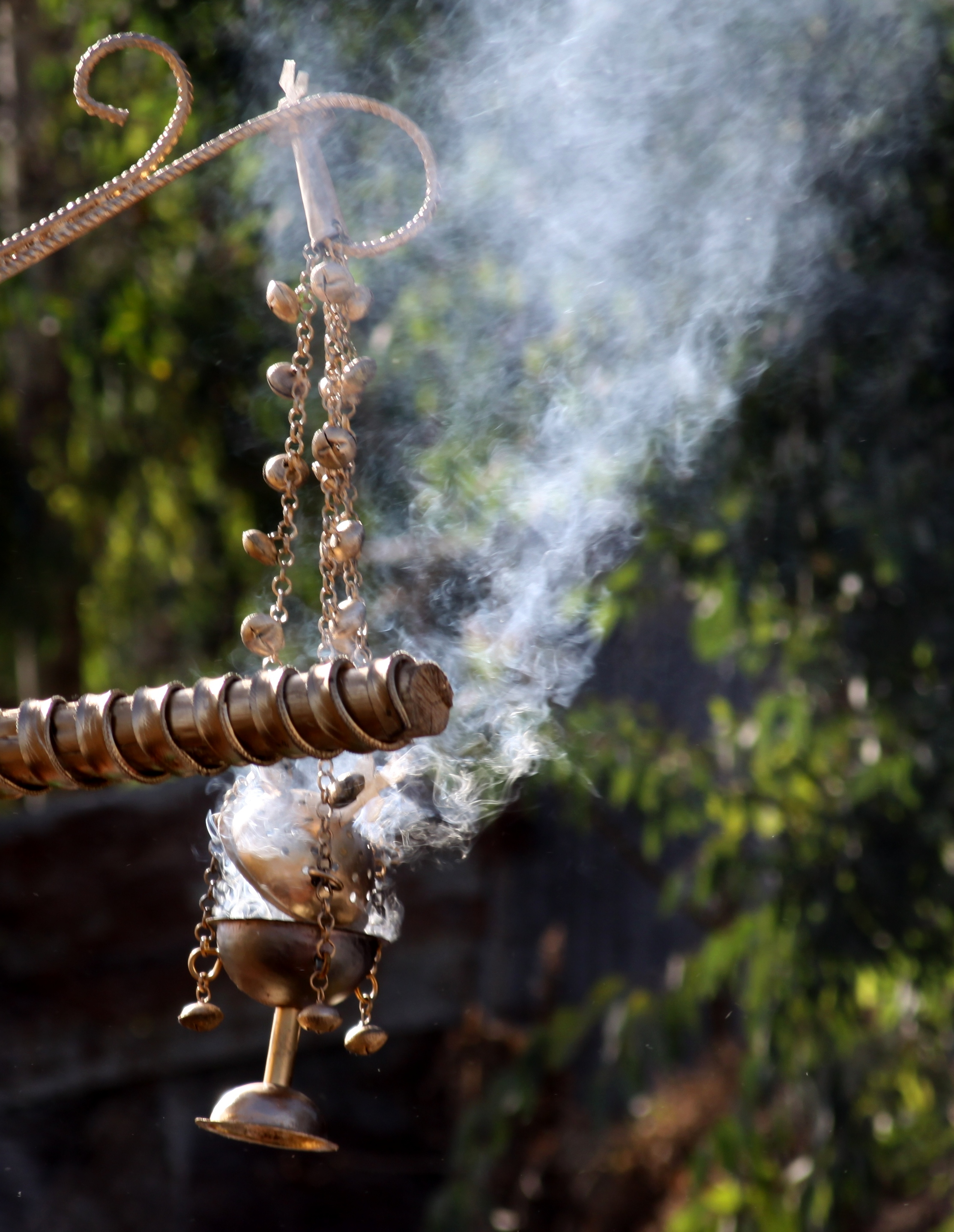
Utilizzo dell'incenso durante una pratica.

Ampiamente utilizzato nelle consacrazioni liturgiche, l'incenso costituisce un elemento indispensabile per il krasnyj ugol e le funzioni sacre che giornalmente vi si svolgono. Sebbene la forma e la dimensione di ogni incensiere possano variare, essi presentano elementi architetturali che caratterizzano determinate simbologie religiose. La sua struttura classica presenta un recipiente di metallo sospeso mediante tre catene di lunghezza non inferiore ai 2 metri, dotato di un coperchio per regolare il livello di combustione di un piccolo disco di carbone posto al suo interno, con alcuni granelli d'incenso. Tali granelli, ottenuti da alberi dell'Europa orientale, producono fumi speziati ascendenti. Nel Vecchio Testamento le nubi ascendenti prodotte dall'incenso costituiscono un'offerta dei tesori terrestri al loro Creatore. 
Il recipiente esterno dell'incensiere presenta 12 piccole campane, corrispondenti alle dodici voci degli apostoli. La valenza simbolica di questi gesti viene riprodotta nei momenti rituali che si consumano presso il krasnyj ugol dal capo famiglia o dall'uomo più anziano residente nella casa, congiunti ad altre pratiche.
La varietà di possibili scenari caratterizzanti il krasnyj ugol comprende l'uso di vestiari caratteristici ed altri elementi d'arredo. 
Anticamente i preganti Cristiani indossavano particolari vestiari religiosi durante i momenti di preghiera, caratterizzati da una croce rossa cucita sulla schiena. Sebbene questa pratica sia andata gradualmente perduta, non è raro trovare famiglie che celebrino le funzioni religiose con indosso particolari tuniche. 
Presso alcuni krasnyj ugol è possibile trovare una sedia posizionata permanentemente. Simbolicamente, essa rappresenta un posto d'onore riservato al più anziano/a della famiglia o al festeggiato nel caso dell'onomastico. In occasione di riunioni familiari o eventi sociali rilevanti, il tavolo sul quale generalmente la famiglia consuma i pasti viene posizionato verso il krasnyj ugol, di modo che la donna più anziana (che nella tradizione ucraina ha il ruolo di maggiore rilevanza sociale) possa trovare posto presso l'angolo sacro della casa.
Altri elementi di corredo sono importati dalla cultura ucraina, che prevede l'utilizzo di tessuti ricamati posti sulle icone a titolo di gratificazione per il soggetto rappresentato. In alcuni casi, coloro che compiono l'onomastico vengono ricoperti con questi particolari tessuti durante i momenti di preghiera.
In maniera analoga, le coppie appena sposate ornano il proprio krasnyj ugol con i tessuti ricamati sui quali si sono inginocchiate per ricevere la benedizione dai propri genitori e dal prete. L'ornamento in questione viene posto sulle icone benedette durante il matrimonio.
Ad allestimento completato, la casa viene benedetta dal prete parrocchiale potendo così assolvere all'uso di chiesa familiare. Il procedimento col quale il prete santifica e benedice i nuovi inquilini della casa rispecchia similmente l'atto di consacrazione che ha luogo nelle chiese russe Ortodosse mediante acqua santa, olio santo e incenso nel momento in cui vengono letti i Vangeli. L'atto successivo consta nella santificazione di ogni stanza, spruzzata con acqua santa, e con la benedizione mediante olio santo e segno della Croce per ognuna delle pareti esterne della casa. Davanti ad ognuna di esse viene successivamente posta una candela e cosparso lo spazio antistante con incenso. A pratica ultimata, il prete procede con la lettura dei Vangeli e la santificazione di ogni membro della famiglia mediante acqua santa. In tale atto egli si attiene ad una rigida successione gerarchica, iniziando dal marito, proseguendo con la moglie, e finendo con i figli, tra questi il più grande prima dei restanti. Amici e parenti, se presenti, vengono santificati dopo il nucleo familiare.
Solo in seguito a ciò, il krasnyj ugol assume la funzione di altare domestico per le pratiche religiose di ogni giorno, divenendo, di fatto, il luogo centrale di culto per la famiglia. Tra le modalità di preghiera vi è anche l'uso di cantare versi dai Vangeli. Indipendentemente dalle modalità con le quali le preghiere vengono recitate o cantate, è fondamentale per ogni famiglia Ortodossa che esse non diventino una semplice e mera ripetizione di parole.